# Flavio Boltro
Flavio Boltro (Torino, 5 maggio 1961) è un trombettista italiano di musica jazz.

## Biografia
Il padre è trombettista, da sempre appassionato di jazz, mentre la madre è maestra. Immerso nel jazz fin dalla più tenera età, a 5 anni si trasferisce con la famiglia a Pianezza, vicino a Torino. All'età di 9 anni inizia a suonare la tromba e, a 13 anni, si iscrive al Conservatorio, dove studia con Carlo Arfinengo (tromba dell'Orchestra Sinfonica di Torino), il quale lo seguirà per prepararlo all'esame di ammissione al Conservatorio, che frequenterà per sette anni.
All'età di 25 anni entra a far parte della formazione Lingomania, con Roberto Gatto alla batteria, Furio Di Castri al contrabbasso, Maurizio Giammarco al sax, Umberto Fiorentino alla chitarra,  che si aggiudicherà per due volte consecutive il premio per il miglior disco e miglior gruppo dell'anno.
Allo stesso periodo risale la collaborazione con Steve Grossman, con il quale si esibisce regolarmente in club e festival internazionali in quintetto con Cedar Walton, Billy Higgins e David Williams alla sezione ritmica, ma anche con Clifford Jordan e Jimmy Cobb. Suo è l'assolo di tromba nella sigla della sitcom Casa Vianello, andata in onda dal 1988 al 2007 (prima su Canale 5 e successivamente su Rete 4), con protagonisti Sandra Mondaini e Raimondo Vianello.
Altra determinante formazione per il suo percorso musicale è l'originale trio con Manu Roche alla batteria e a Furio Di Castri al contrabbasso, poi ampliatasi in quartetto con l'arrivo del sassofonista Joe Lovano.
Nel 1984 viene eletto "miglior talento" dalla rivista Musica Jazz. Nel 1990 Vince il premio internazionale Umbria Jazz Award.
Nei primi anni novanta è spettatore al Festival di Calvi, dove si esibirà l'anno successivo  con Antonio Faraò, Manu Roche e Paolo Dalla Porta.
Nel 1994 Laurent Cugny sceglie Flavio Boltro e Stefano Di Battista come trombettista e sassofonista dell'ONJ, poco prima di lasciare la quale Boltro entrerà nel sestetto di Michel Petrucciani.
Risale al 1997 la formazione del quintetto con Stefano Di Battista, Eric Legnini al piano, Benjamin Henocq alla batteria e di Rosario Bonaccorso al basso.
Tra i vari musicisti con cui ha collaborato, si annoverano, Dado Moroni, Andrea Pozza, Rosario Giuliani, Giovanni Tommaso, Roberto Gatto, Fabio Zeppetella, Billy Cobham, Dario Chiazzolino e molti altri.
Nel 2023 viene pubblicato "Letting go", album intestato allo stesso Boltro ed al chitarrista americano Greg Lamy.